# Ploneta diducta
Ploneta diducta är en fjärilsart som beskrevs av Pieter Cornelius Tobias Snellen 1900. Ploneta diducta ingår i släktet Ploneta och familjen snigelspinnare. Inga underarter finns listade i Catalogue of Life.